# Helia digna
Helia digna är en fjärilsart som beskrevs av Felder 1874. Helia digna ingår i släktet Helia och familjen nattflyn. Inga underarter finns listade i Catalogue of Life.